# نيلز راسموسن
نيلز راسموسن (بالدنماركية: Niels Bisp Rasmussen)‏ (9 سبتمبر 1993 فايله الدنمارك - ) هو لاعب كرة قدم دانمركي، يلعب كمدافع.